# Georg Hurtzig

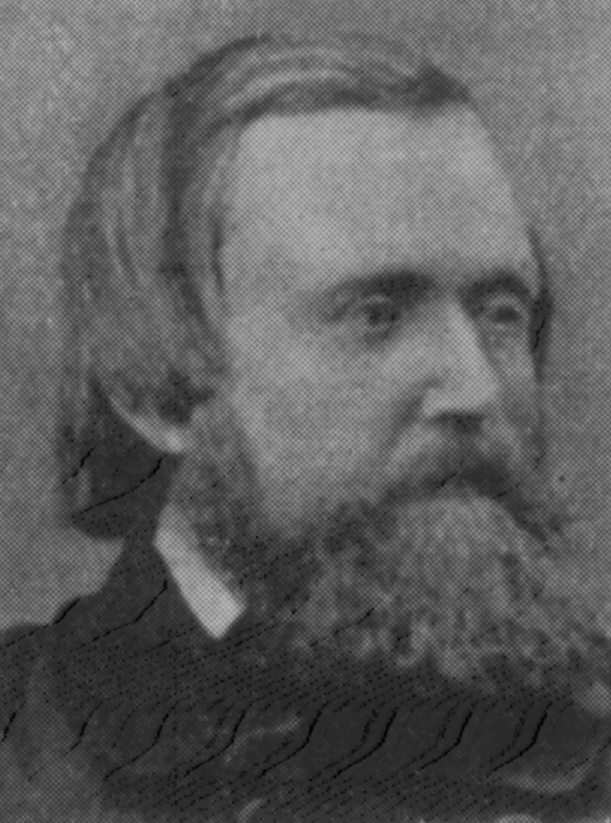
Georg Hurtzig

Georg Ludwig Hurtzig (* 27. März 1812 in Hannover; † 14. Oktober 1865 ebenda) war ein Bildhauer, Lehrer an der Polytechnischen Schule in Hannover sowie Vergolder.

## Familie
Georg Ludwig Hurtzigs Eltern waren der Kanzleibote Heinrich Wilhelm Hurtzig (* 1771 in Neuenmarhorst, Ortsteil von Twistringen; † 1832 in Hannover) und Johanne Dorothee Louise, geborene Fahlenstieg aus Lauenau.
Seine Ehe mit Marie Sophie Friederike Bähr (1817–1857) blieb kinderlos. 1855 heiratete er Marie Caroline Wilhelmine Pauline Uentze (* 1825 in Berlin), mit der er vier Kinder hatte.

## Leben und Wirken

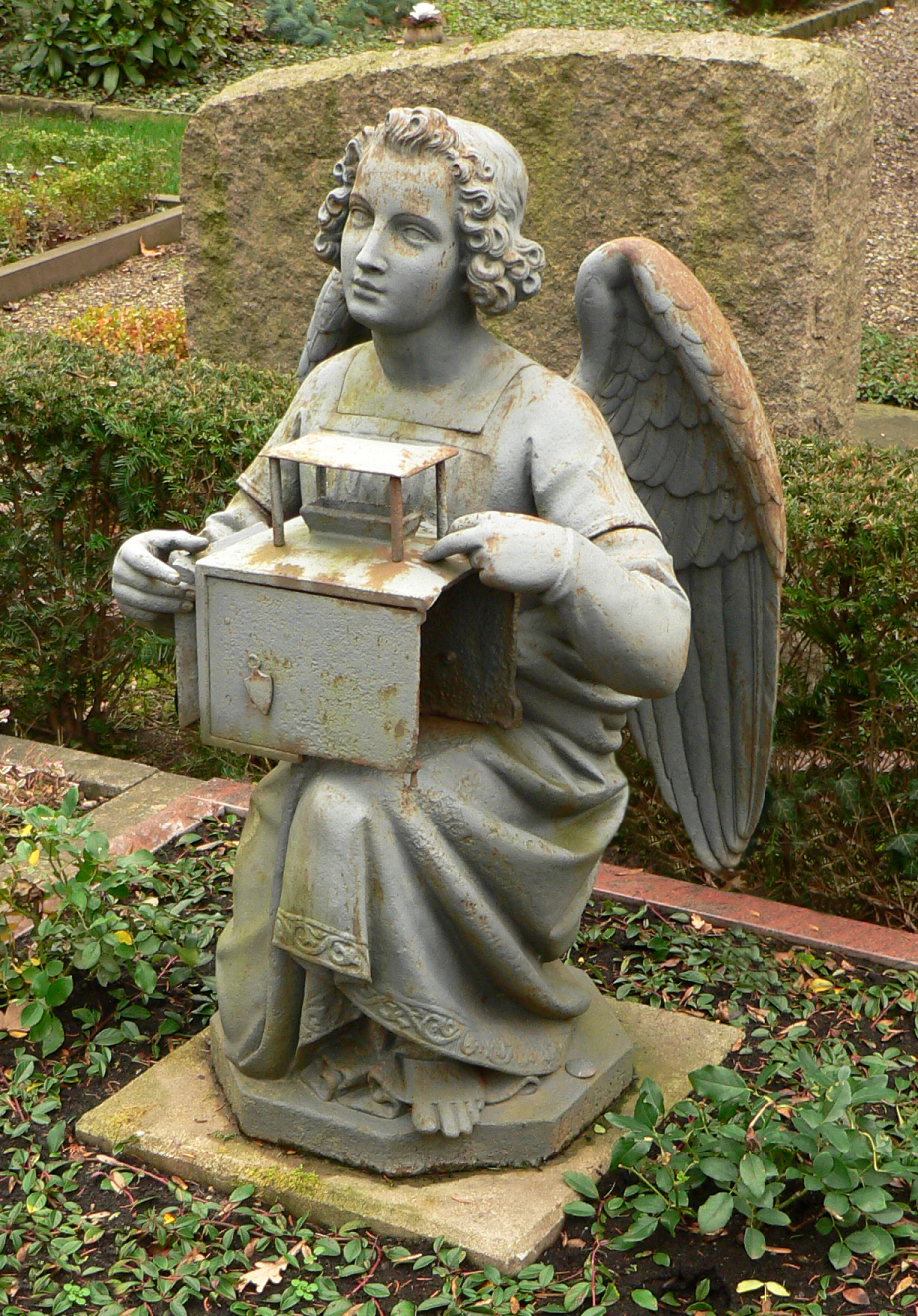
Ein Bödekerengel von 1854 auf dem Kirchröder Friedhof (2015)

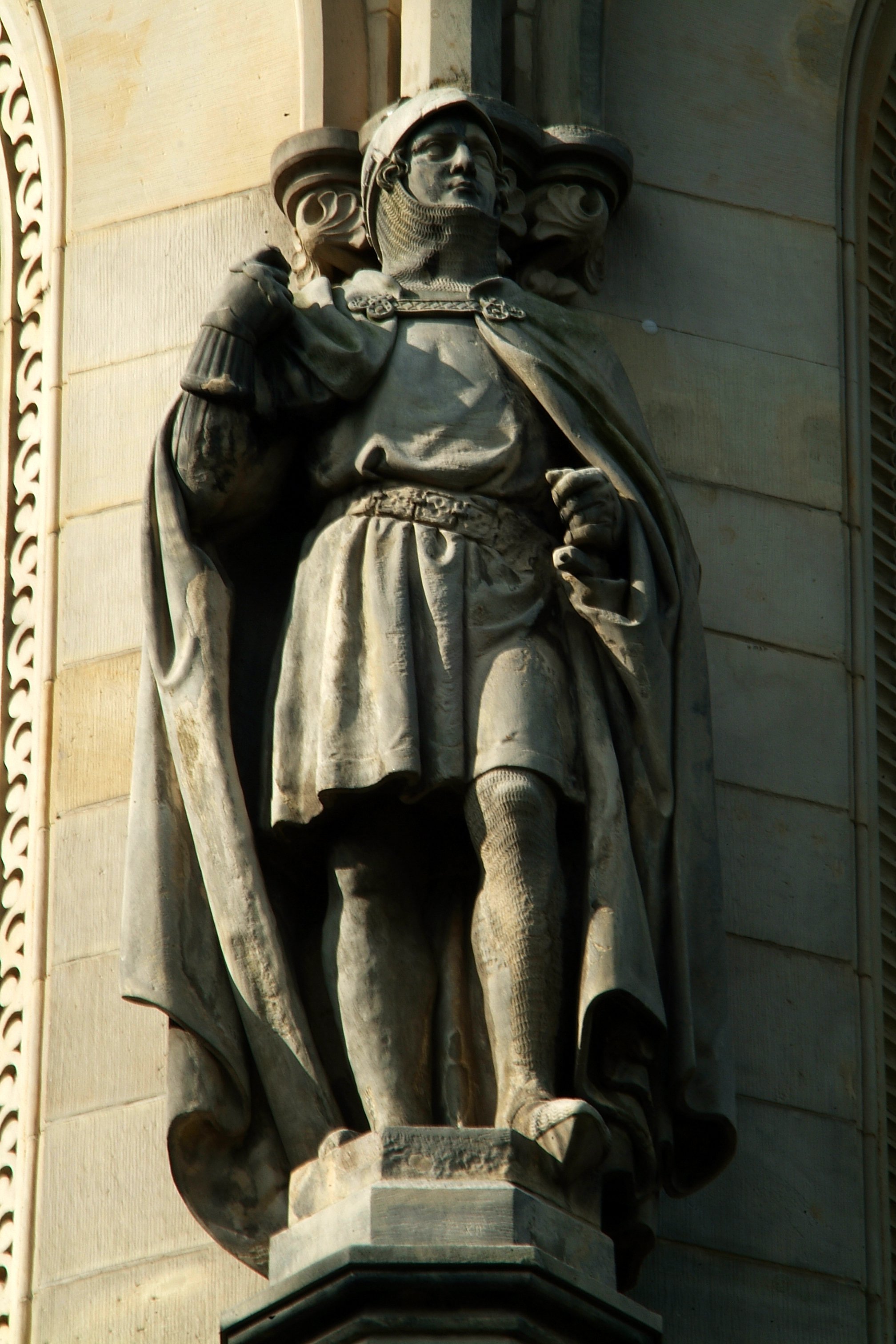
Kaiser Otto IV. von um 1862 am Welfenschloss (2011)

Georg Hurtzig durchlief ab November 1842 eine Ausbildung in München bei Ludwig Schwanthaler.
1848 erhielt er zusammen mit dem Finanz-Revisor Lahmeyer ein Patent auf eine Masse zur Anfertigung plastischer Gegenstände.
1849 trat Hurtzig dem Hannoverschen Künstlerverein bei.
Am 1. Oktober 1856 wurde er an der Polytechnischen Schule in Hannover Lehrer für Bossieren, im Folgejahr 1863 zusätzlich dritter Lehrer für Freihandzeichnen. Ab dem 26. Februar 1864 bis zum 1. Januar 1865 arbeitete er festangestellt als dritter Zeichenlehrer. Zu seinen Bildhauerei-Schülern zählten Hermann Narten und sein Neffe Ferdinand Hartzer.
Der Hildesheimer Bildhauer und Professor Friedrich Küsthardt (1830–1900) kritisierte, „Hurtzig äffe Schwanthaler nach und sei eingebildet“.

## Werke
1852 schnitze Georg Hurtzig die Figuren für den neugotischen Kanzelaltar der St.-Dionysius-Kirche in Adensen. Um 1853 arbeitete er an der Dekoration des Hannoverschen Theaters.
Er schnitzte einen Altar für die Marktkirche in Hannover.
Für Hermann Wilhelm Bödeker entwarf er 1854 die 15 gusseisernen Bödeker-Engel zur Almosensammlung in Hannover, die in zwei Exemplaren auch nach Göttingen gelangten.
Von 1859 sind seine neugotischen Mittelfiguren für den mittelalterlichen Flügelaltar der St. Matthäi-Kirche in Gronau/Leine.
Er schuf auch ein Standbild von Carl Maria von Weber auf dem Altan des Opernhauses Hannover und eine Bronzebüste für das Grabmal Heinrich Marschners. Für die Fassaden des Welfenschlosses in Hannover schuf Hurtzig um 1862 die an der Parkseite angebrachten Figuren von Herzog Otto das Kind und Kaiser Otto IV.

## Belege
1. 1 2 3  Hugo Thielen: Hurtzig, (2) Georg Ludwig. In: Dirk Böttcher, Klaus Mlynek, Waldemar R. Röhrbein, Hugo Thielen: Hannoversches Biographisches Lexikon. Von den Anfängen bis in die Gegenwart. Schlütersche, Hannover 2002, ISBN 3-87706-706-9, S. 181; Vorschau über Google-Bücher
2. ↑  Georg Ludwig HURTZIG. In: ortsfamilienbuecher.de. Abgerufen am 29. Oktober 2023.
3. ↑  Sophie Hurtzig geb. Bähr. In: gartenfriedhof.de. Abgerufen am 29. Oktober 2023.
4. ↑  Sophie Bähr Hurtzig. In: de.findagrave.com. Abgerufen am 29. Oktober 2023.
5. ↑  00080 Georg Hurtzig. In: matrikel.adbk.de. Abgerufen am 29. Oktober 2023 (Mit Link zum Digitalisat aus dem Matrikelbuch).
6. ↑   C. H. Ebhardt: Gesetze, Verordnungen und Ausschreiben für das Königreich Hannover ...; Band 10
7. ↑  Narten, Georg Hermann Carl. In: Architekten und Künstler mit direktem Bezug zu Conrad Wilhelm Hase (1818–1902). Abgerufen am 29. Oktober 2023.
8. ↑  Adensen. In: kirchengemeindelexikon.de. Abgerufen am 29. Oktober 2023.
9. ↑  Hannover (Stadt) [unkorrigiert]. In: peter-hug.ch. Abgerufen am 29. Oktober 2023 (Abschrift des "Hannover"-Artikels aus Brockhaus' Konversationslexikon, 1902–1910).
10. ↑  2004/2005, Restaurierung des Bödeker Spendenengels auf dem Stöckener Friedhof in Hannover. Wiederherstellung des ursprünglichen Erscheinungsbildes. In: stiftung-falkenreck.de. Abgerufen am 29. Oktober 2023.
11. ↑  Stadtfriedhof Stöcken - Bödeker-Engel. In: denkmalatlas.niedersachsen.de. Niedersächsisches Landesamt für Denkmalpflege, abgerufen am 29. Oktober 2023.
12. ↑  Friedhof Engesohde - Bödekerengel. In: denkmalatlas.niedersachsen.de. Niedersächsisches Landesamt für Denkmalpflege, abgerufen am 29. Oktober 2023.
13. ↑  Zwei Bödeker Spendenengel, Göttingen. In: vera-fendel.de. Abgerufen am 29. Oktober 2023 (Mit Links zur zwei Zeitungsartikeln zur Restaurierung der gusseisernen Skulpturen von 2019).
14. ↑  Michael Brakemeier: Städtisches Museum Göttingen. Falkenreck-Stiftung saniert Göttinger Spendenengel. In: goettinger-tageblatt.de. 2. Mai 2018, abgerufen am 29. Oktober 2023.
15. ↑  Hans-Heinrich Hillegeist: „Bittende Engel“ in Göttingen und anderswo: Entstehung der Idee, Herstellung der Figuren und ihre Verwendung. In: Südniedersachsen, Jg. 48, 2020, Heft 1, S. 7–16. (Auszugs-Digitalisat auf shop.meckedruck.de, abgerufen am 29. Oktober 2023).
16. ↑  St. Matthäi, Hauptstr. 6. In: kulturium.de. Abgerufen am 29. Oktober 2023.
17. ↑   Georg Fischer: Opern und Concerte im Hoftheater zu Hannover bis 1866; S. 252
18. ↑  Cordt Meckseper: Von Schloss Monbrillant zur Universität. In: Marieaenne von Koenig (Hrsg.): Herrenhausen. Die Königlichen Gärten in Hannover. Wallstein Verlag, Göttingen 2006, ISBN 978-3-8353-0053-8, S. 265–270, hier S. 268 (Digitalisat auf books-google.de, abgerufen am 29. Oktober 2023).
19. ↑  Herrscher der Welfendynastie. In: statues.vanderkrogt.net. Abgerufen am 29. Oktober 2023.

| Personendaten    | Personendaten                                                             |
| ---------------- | ------------------------------------------------------------------------- |
| NAME             | Hurtzig, Georg                                                            |
| ALTERNATIVNAMEN  | Hurtzig, Georg Ludwig (vollständiger Name)                                |
| KURZBESCHREIBUNG | Bildhauer, Vergolder und Lehrer an der Polytechnischen Schule in Hannover |
| GEBURTSDATUM     | 27. März 1812                                                             |
| GEBURTSORT       | Hannover                                                                  |
| STERBEDATUM      | 14. Oktober 1865                                                          |
| STERBEORT        | Hannover                                                                  |